# All Nippon Airways
Pour les articles homonymes, voir ANA.
全日本空輸
Zen-nippon Kūyu

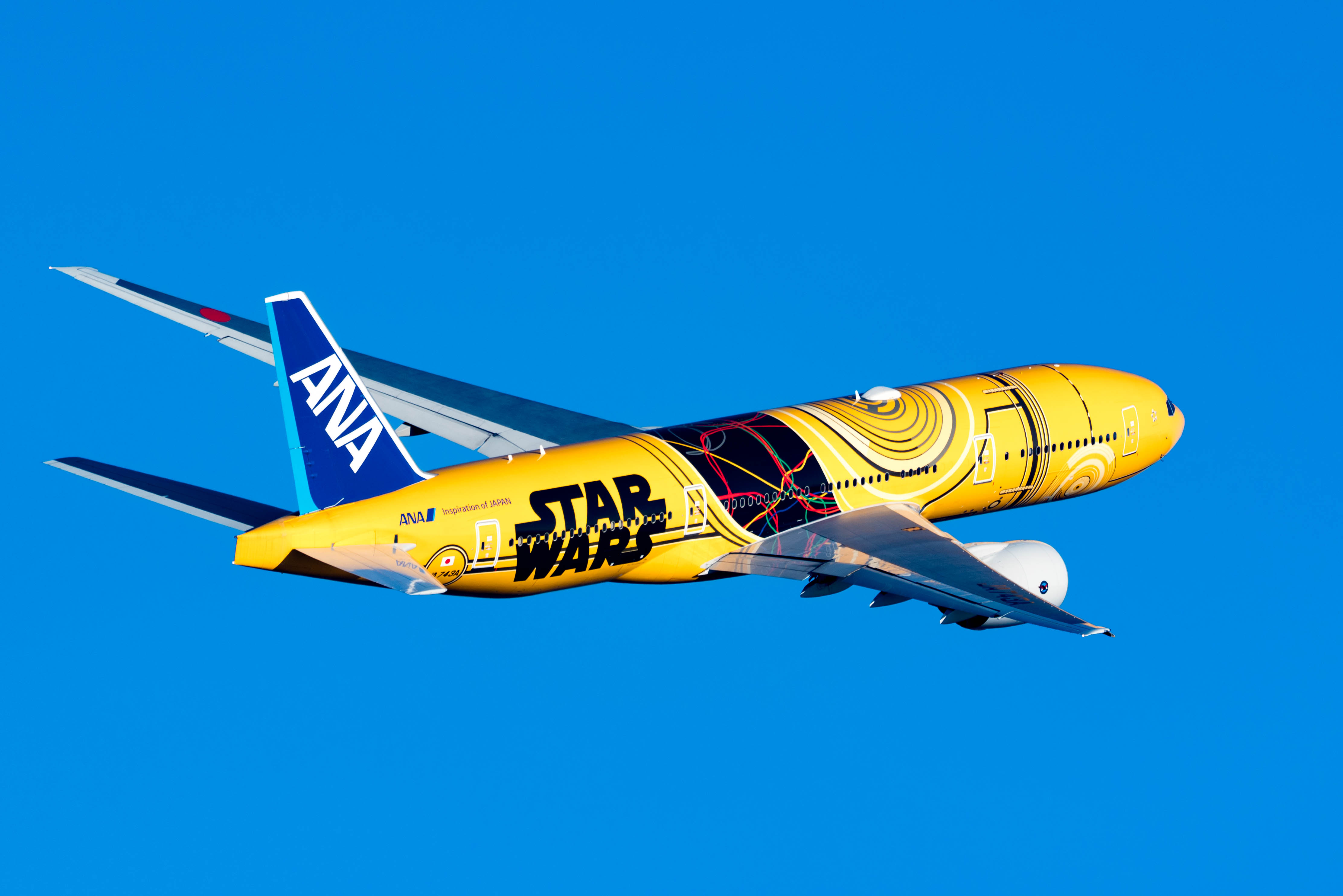
Boeing 777 d'ANA aux couleurs du droïde C-3PO de la saga Star Wars.

ANA, sigle de All Nippon Airways (全日本空輸株式会社, Zen-nippon kūyu Kabushiki gaisha), abrégé en Zennikkū (全日空) au Japon, (Code AITA : NH ; code OACI : ANA) est une société de transport aérien qui a été fondée en 1952 comme Corporation japonaise de transports en hélicoptères et aéroplanes. L'entreprise est un résultat direct de la Seconde Guerre mondiale avec l'obligation pour le gouvernement japonais de recréer un réseau de transport aérien dans le pays.
Le centre du service international est basé à l'aéroport international de Narita ; celui du Japon à l'aéroport international de Tokyo-Haneda.
Elle est classée 5 étoiles Skytrax depuis le 29 mars 2013 au même titre que Cathay Pacific, Singapore Airlines, Malaysia Airlines, Asiana Airlines, Qatar Airways et Hainan Airlines.
Le groupe ANA possède deux filiales : ANA Wings et Air Japan.

## Historique

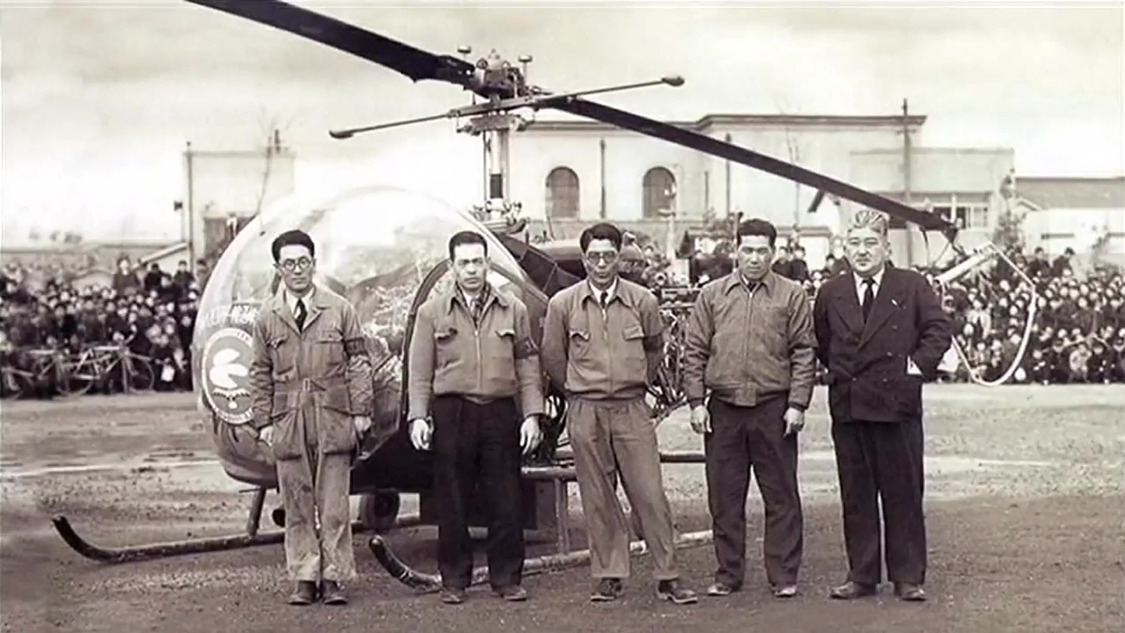
Fondateurs de Japan Helicopter and Aeroplane Transports et un Bell 47D-1

ANA, qui fait actuellement partie des sociétés de transport aériens les plus importantes du monde, a eu des débuts modestes. En effet, pendant ses deux premières décennies, ce n'était qu'une compagnie domestique du Japon de l'après-guerre. En février 1953, un service d'hélicoptères est ouvert, rapidement suivi par des vols nolisés (charters). En 1955, la compagnie inaugure une liaison marchande particulièrement rentable entre Tokyo et Ōsaka. Cette même année, elle met en service le légendaire Douglas DC-3. En 1957 le nom est changé pour celui actuel. En 1958, ANA fusionne avec Far Eastern Aviation, un petit concurrent, portant son capital à 600 millions de yens.
Les années 1960 ont été une période de croissance lente mais continue pour la société. Elle ajoute d'abord le Vickers Viscount dans sa flotte en 1960, puis le Fokker F27 en 1961. Sur le plan économique, elle est introduite à la bourse de Tokyo en 1961 et fusionne à nouveau en 1963, cette fois avec Fujita Airlines (en), portant son capital à 4 milliards de yens. En 1965, ANA met en service des avions à réaction avec le Boeing 727 puis le NAMC YS-11. En 1969, c'est le tour du Boeing 737.
Les années 1970 voient le début de l'internationalisation. Le 3 février 1971, date historique pour ANA, un charter réalise le premier vol international de la société entre Tokyo et Hong Kong. ANA se dote de Lockheed L-1011 en 1973, de Boeing 747 en 1978, et de Boeing 767 en 1983.
Dans les années 1970, des membres influents du parti au pouvoir, le Parti libéral-démocrate, dont le premier ministre Kakuei Tanaka, ont favorisé l'achat d'avions Lockheed par la All Nippon Airways en échange de pots-de-vin de plusieurs millions de dollars.
En 1986 le premier service régulier est proposé pour Guam. Rapidement, les principales métropoles d'Europe, d'Amérique du Nord et d'Asie sont desservies.
Dans les années 1990, ANA continue son expansion, et incorpore des Airbus dans la flotte. En 1999, la société devient membre de Star Alliance.
En 2004, ANA devient le client de lancement du 787 de Boeing en commandant plus de 50 unités disposées à remplacer la flotte actuelle de Boeing 767.
Fin mars 2015, la compagnie annonce la commande de trois Boeing 787-10.
Depuis 2015, trois avions dont un Boeing 787 et deux Boeing 777 ont été peints aux couleurs de la saga Star Wars à l'occasion de la sortie des nouveaux films de la troisième trilogie. Un contrat a été signé avec Disney qui autorise ANA à disposer de cette livrée jusqu'en 2019, à la sortie de Star Wars, épisode IX.
Début avril 2015, elle confirme la commande de quatre A321 Ceo et trois A321 Neo.
En avril 2015, ANA annonce l'acquisition d'un peu moins de 20 % de Skymark Airlines, une compagnie japonaise low-cost en difficulté budgétaire.
Fin octobre 2015, le transporteur fête les 25 ans de l'ouverture de la ligne Paris - Tokyo (vol NH216) effectué sur le Boeing 787-900 (Dreamliner).

## Flotte

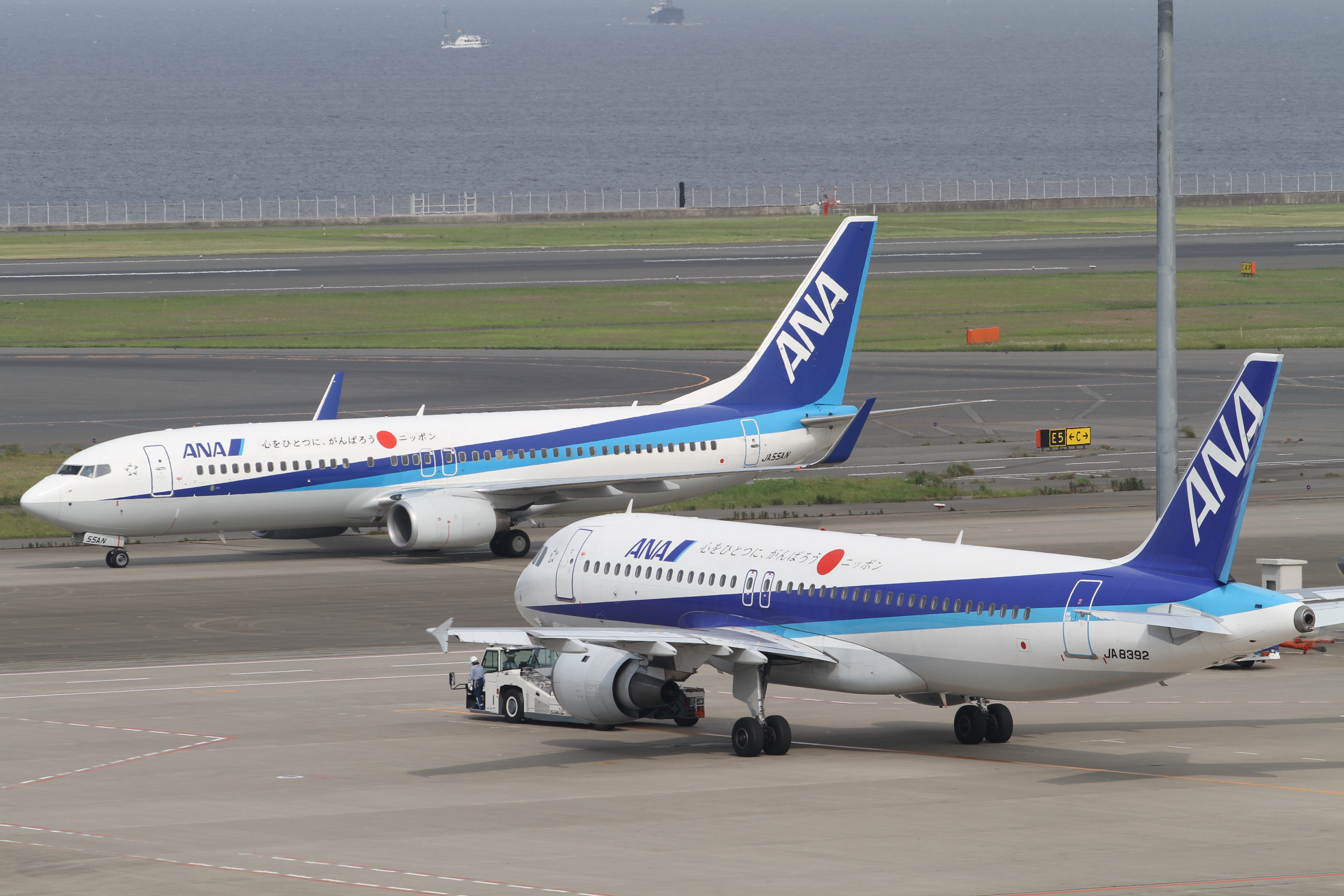
Airbus A320-200 et Boeing 737-800 d'ANA à l'aéroport international de Tokyo.

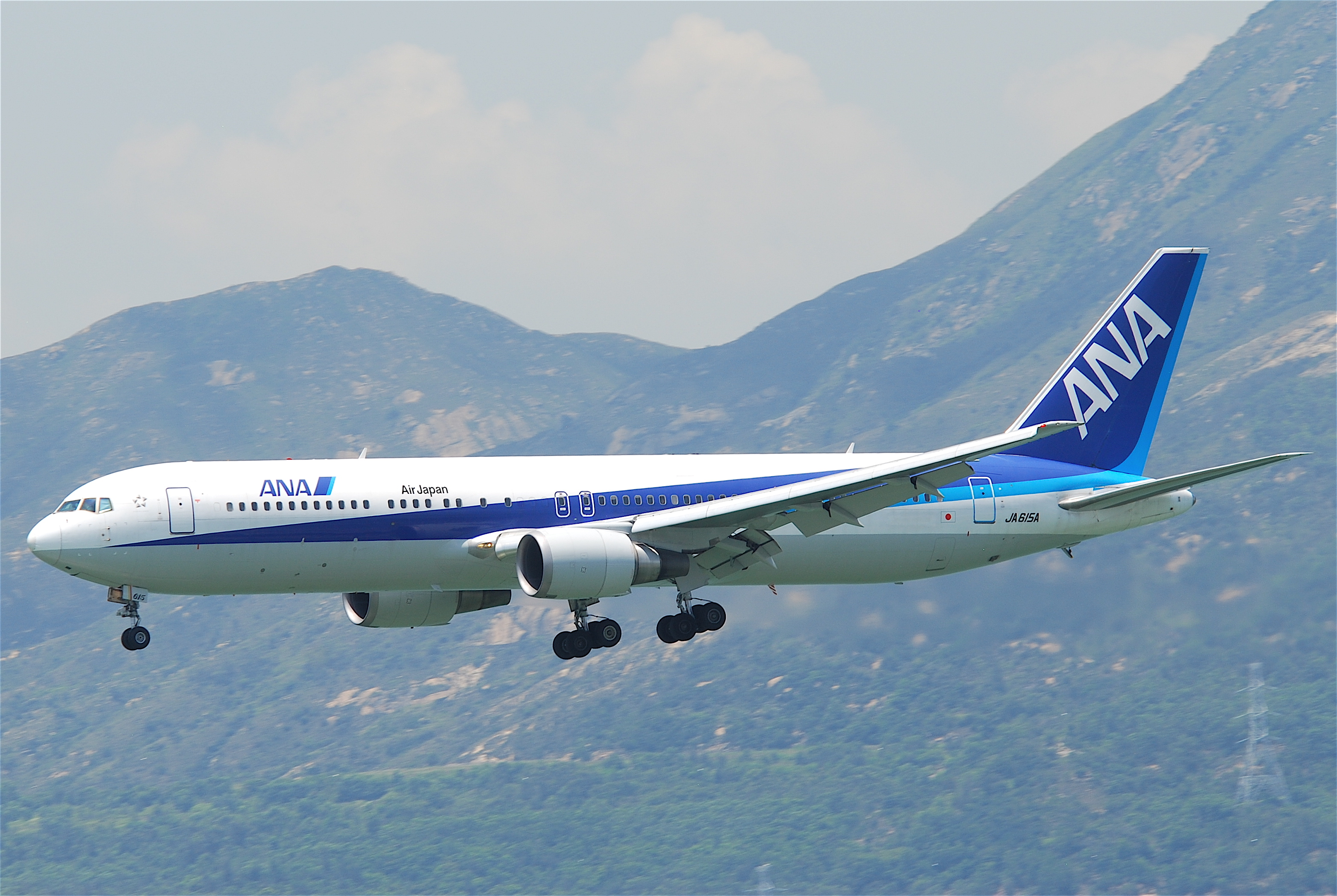
Boeing 767-300ER

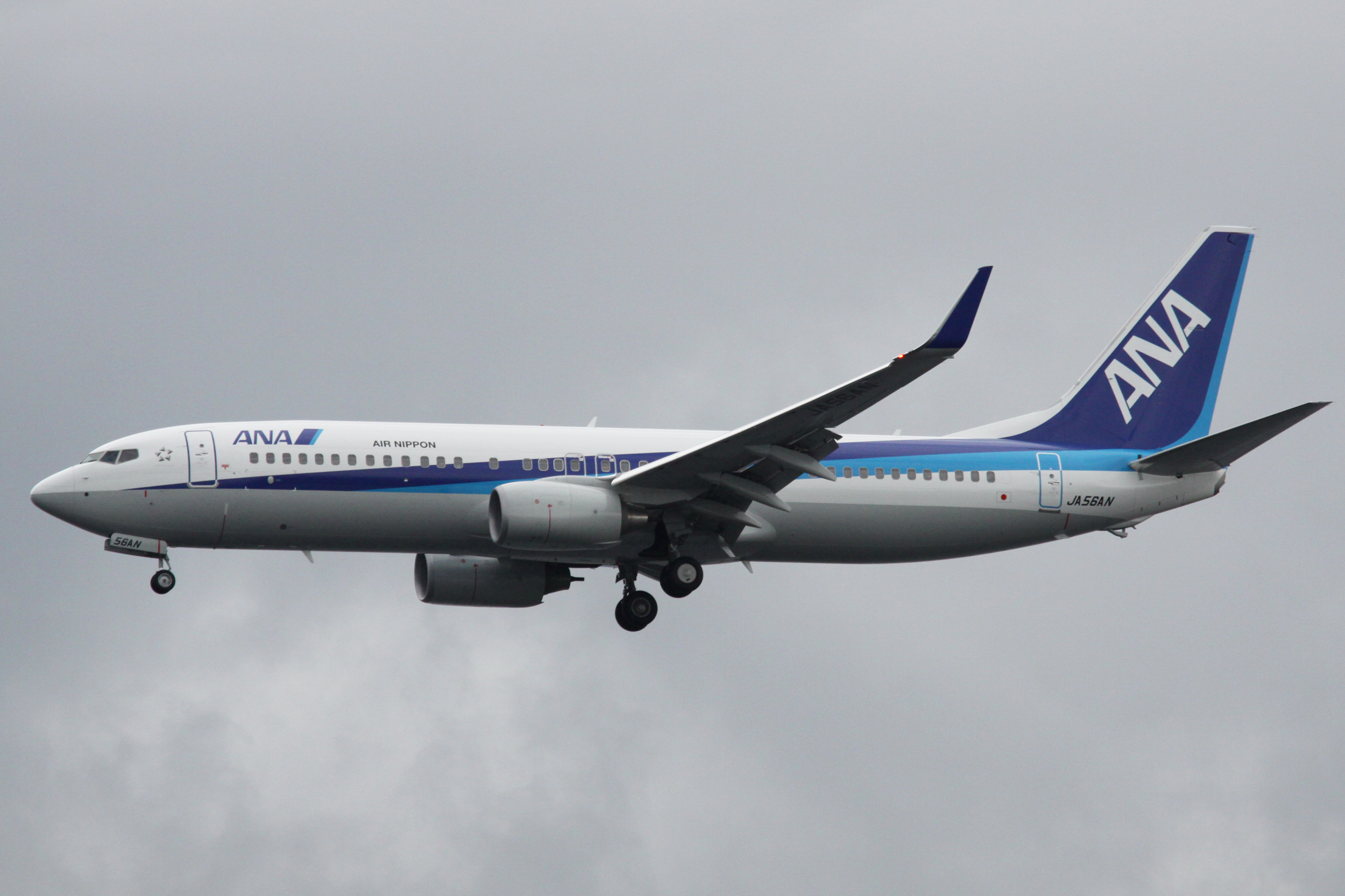
Boeing 737-800

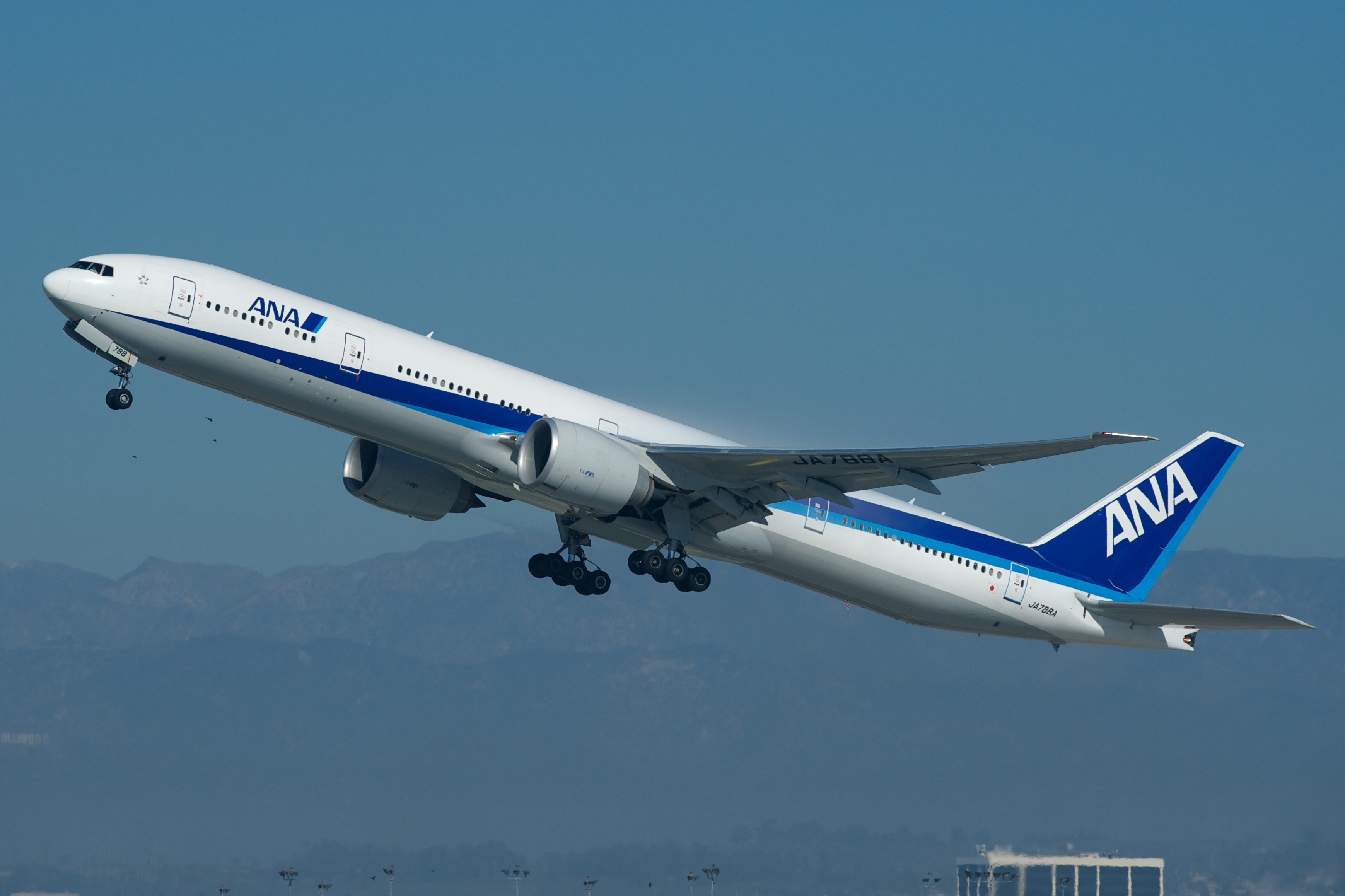
Boeing 777-300ER

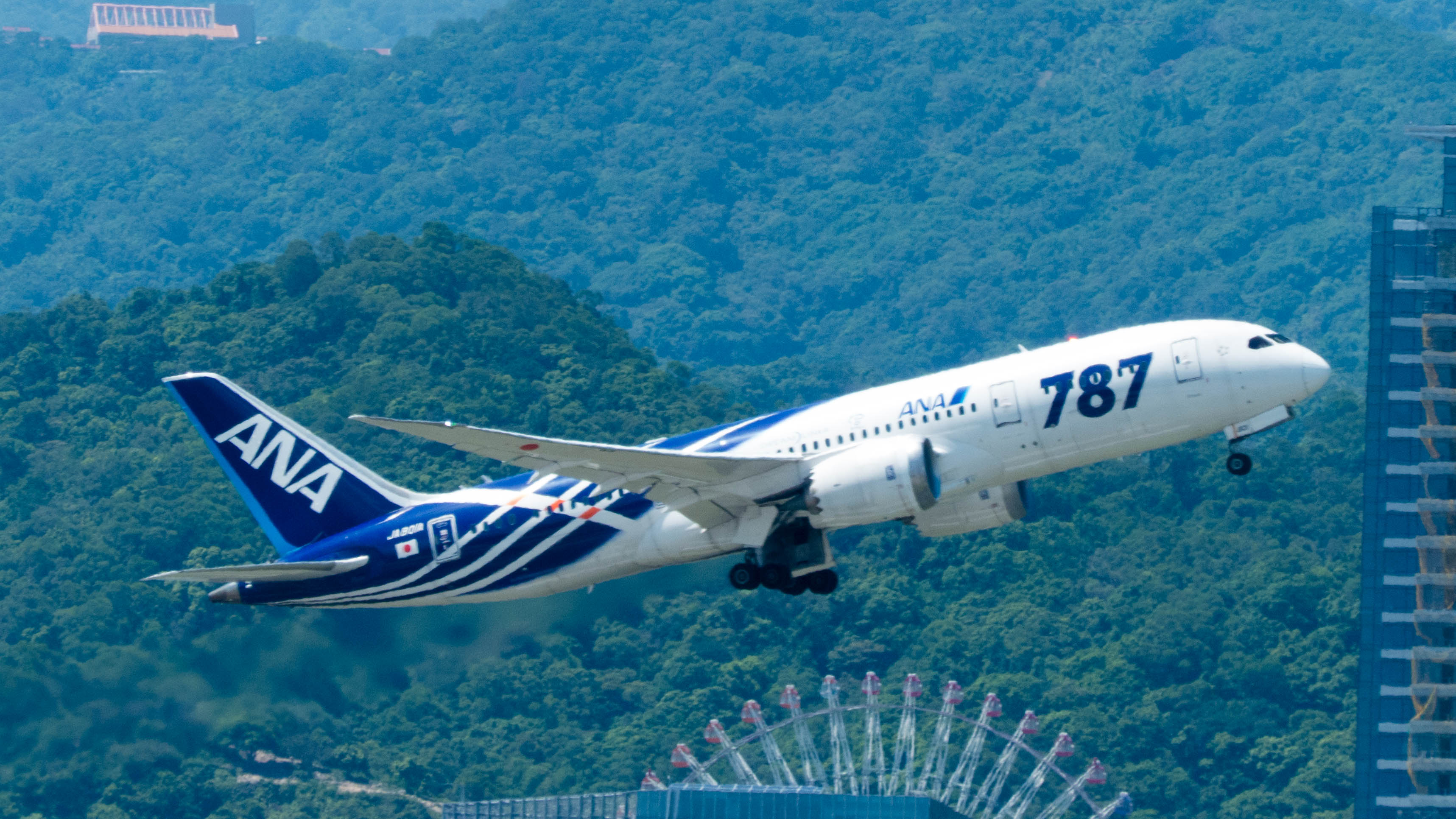
Boeing 787-8. ANA est la compagnie de lancement du nouveau Dreamliner de l'avionneur américain.

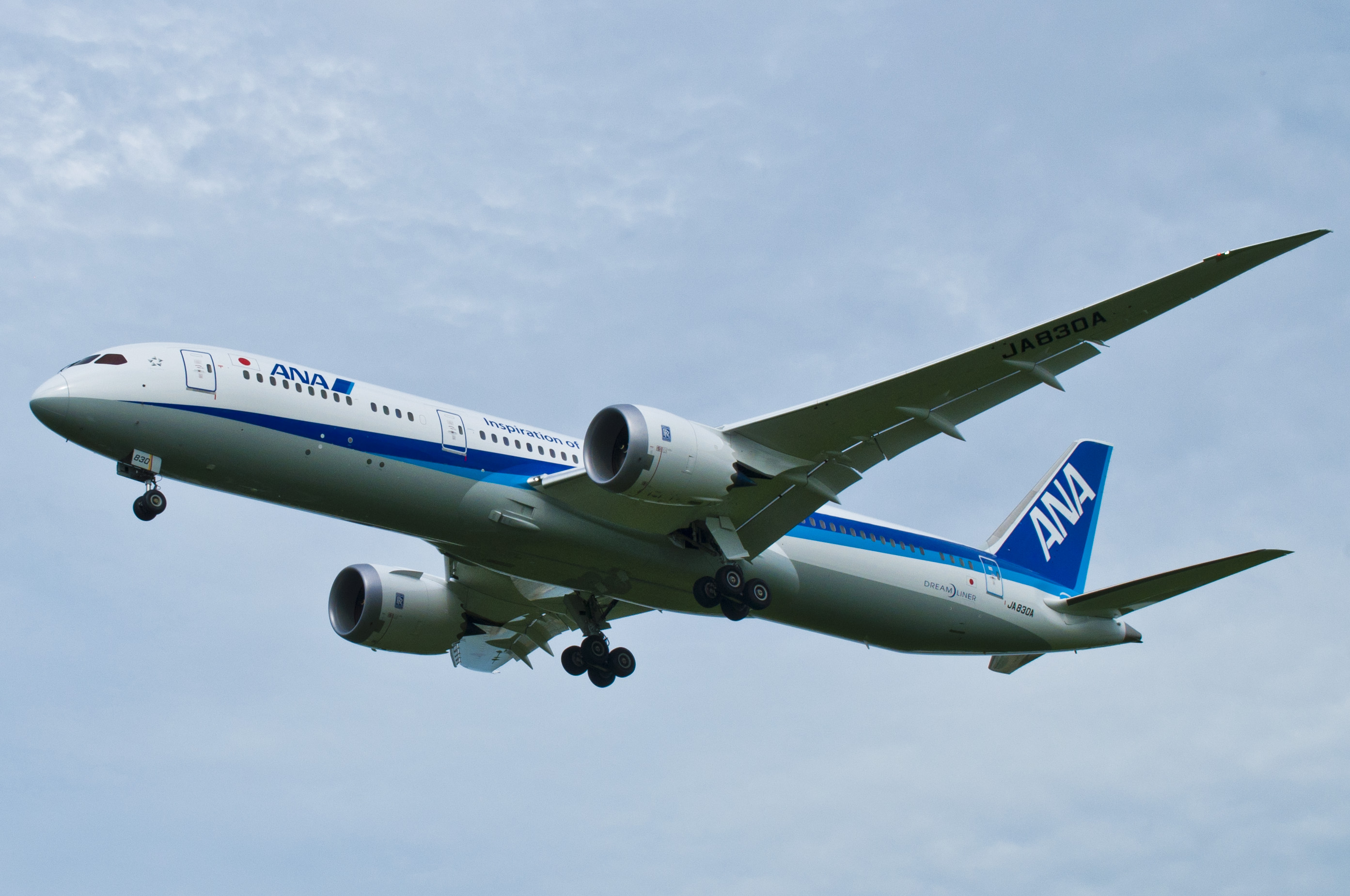
JA830A, premier Boeing 787-9 d'All Nippon Airways

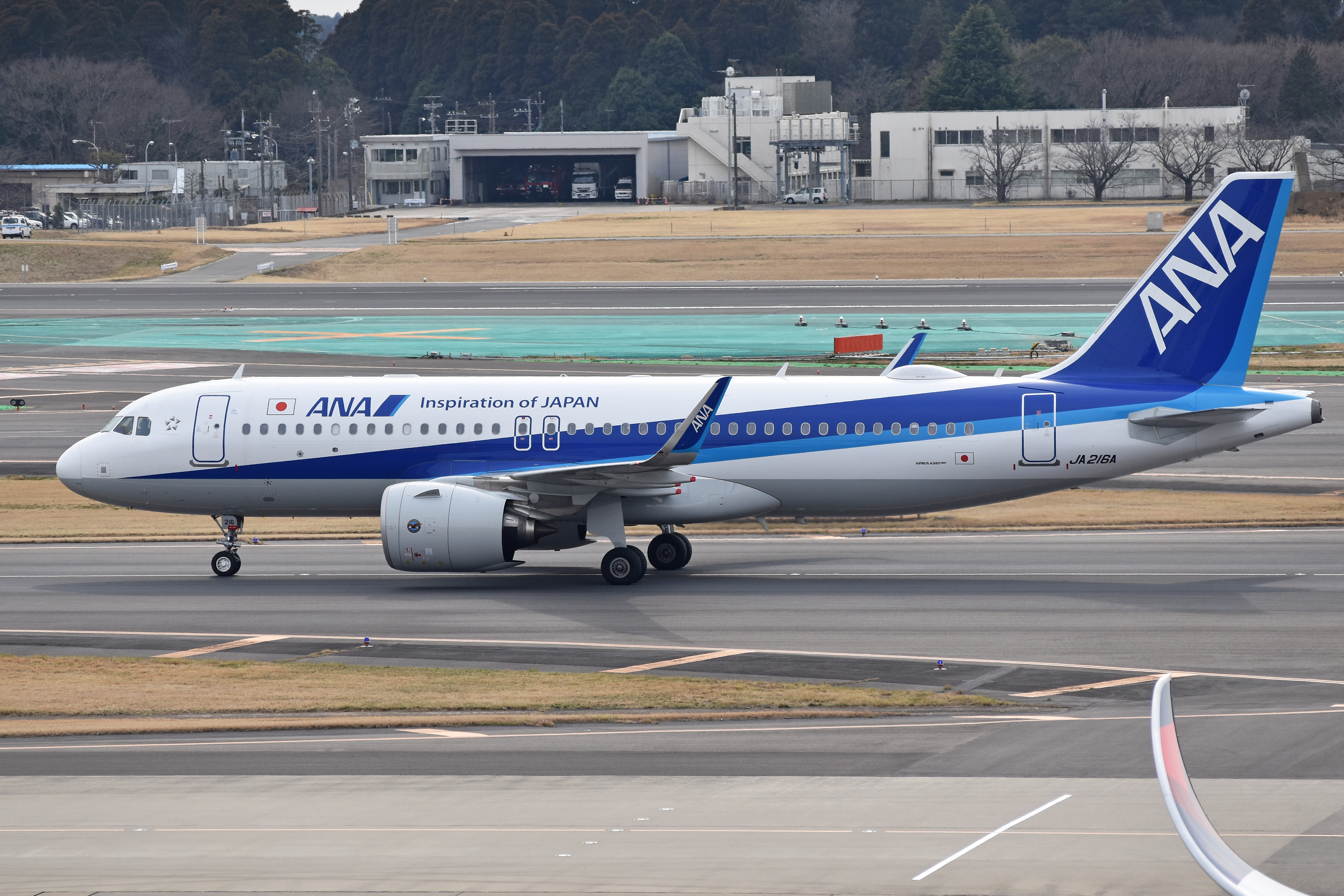
Airbus A320neo

En février 2025, les avions suivants sont en service au sein de la flotte d'ANA :
| Avion               | En service | Commandes        | Passagers | Passagers | Passagers | Passagers | Passagers | Notes |
| Avion               | En service | Commandes        | F         | B         | P         | E         | Total     | Notes |
| ------------------- | ---------- | ---------------- | --------- | --------- | --------- | --------- | --------- | --- |
| Embraer E190-E2     | —          | 15(+5 en option) |           |           |           |           |           | Commande effectuée le 25 février 2025. Les premiers sont attendus entre 2027-2033. |
| Airbus A320neo      | 11         | —                | —         | 8         | —         | 138       | 146       | |
| Airbus A321-200     | 4          | —                | —         | 8         | —         | 186       | 194       | |
| Airbus A321neo      | 22         | 14               | —         | 8         | —         | 186       | 194       | Commande effectuée le 25 février 2025. Attendu entre 2027-2033. |
| Airbus A321XLR      | —          | –                |           |           |           |           |           | Commande effectuée le 25 février 2025. Attendu entre 2027-2033. |
| Airbus A380-800     | 3          | —                | 8         | 56        | 73        | 383       | 520       | |
| Boeing 737-800      | 39         | —                | —         | 8         | —         | 158       | 166       | JA51AN peint dans la livrée Star Alliance. |
| Boeing 737-800      | 39         | —                | —         | 8         | —         | 159       | 167       | JA51AN peint dans la livrée Star Alliance. |
| Boeing 737 MAX 8    | —          | 32               | TBA       | TBA       | TBA       | TBA       | TBA       | Commande avec 10 options. Les livraisons commencent en 2025. Nouvelle commande effectuée le 25 février 2025 de 12 appareils, attendu entre 2027-2033.                                                                |
| Boeing 767-300ER    | 15         | —                | —         | 35        | —         | 167       | 202       | |
| Boeing 767-300ER    | 15         | —                | —         | 10        | —         | 260       | 270       | Équipés avec une configuration domestique. JA608A peint dans la livrée Demon Slayer: Kimetsu no Yaiba. JA614A peint dans la livrée Star Alliance.                                                                    |
| Boeing 777-200      | 2          | —                | —         | 21        | —         | 384       | 405       | Bientôt retiré. |
| Boeing 777-200ER    | 8          | —                | —         | 28        | —         | 364       | 392       | JA743A peint dans la livrée Star Wars C-3PO. JA745A peint dans la livrée Demon Slayer: Kimetsu no Yaiba. |
| Boeing 777-300      | 5          | —                | —         | 21        | —         | 493       | 514       | Bientôt retiré. |
| Boeing 777-300ER    | 13         | —                | 8         | 68        | 24        | 112       | 212       | JA784A peint dans la livrée Eevee Jet NH. |
| Boeing 777-300ER    | 13         | —                | 8         | 64        | 24        | 116       | 212       | JA784A peint dans la livrée Eevee Jet NH. |
| Boeing 777-9        | —          | 20               | TBA       | TBA       | TBA       | TBA       | TBA       | Pour remplacer les Boeing 777-300 et 13 des plus anciens Boeing 777-300ER. Deux avions ont été convertis en Boeing 777-8F.                                                                                           |
| Boeing 787-8        | 34         | —                | —         | 32        | 14        | 138       | 184       | Client de lancement. JA874A peint dans la livrée « ANA Future Promise » |
| Boeing 787-8        | 34         | —                | —         | 42        | —         | 198       | 240       | Client de lancement. JA874A peint dans la livrée « ANA Future Promise » |
| Boeing 787-8        | 34         | —                | —         | 12        | —         | 323       | 335       | Équipés avec une configuration domestique. |
| Boeing 787-9        | 43         | 23               | —         | 48        | 21        | 146       | 215       | JA873A peint dans la livrée spéciale Star Wars R2-D2. JA871A peint dans la livrée « ANA Future Promise ». JA894A peint dans la livrée « Pikachu Jet NH ». Remplacement des anciens Boeing 777-200 et Boeing 777-300. |
| Boeing 787-9        | 43         | 23               | —         | 40        | 14        | 192       | 246       | JA873A peint dans la livrée spéciale Star Wars R2-D2. JA871A peint dans la livrée « ANA Future Promise ». JA894A peint dans la livrée « Pikachu Jet NH ». Remplacement des anciens Boeing 777-200 et Boeing 777-300. |
| Boeing 787-9        | 43         | 23               | —         | —         | 18        | 377       | 395       | Équipés avec une configuration domestique. |
| Boeing 787-9        | 43         | 23               | —         | —         | 28        | 347       | 375       | Équipés avec une configuration domestique. |
| Boeing 787-10       | 7          | 10               | —         | 38        | 21        | 235       | 294       | Équipés avec une configuration internationale |
| Boeing 787-10       | 7          | 10               | —         | 28        | —         | 401       | 429       | Équipés avec une configuration domestique. |
| Flotte de ANA Cargo |            |                  |           |           |           |           |           | |
| Boeing 767-300BCF   | 5          | —                | Cargo     | Cargo     | Cargo     | Cargo     | Cargo     | |
| Boeing 767-300F     | 4          | —                | Cargo     | Cargo     | Cargo     | Cargo     | Cargo     | |
| Boeing 777F         | 2          | —                | Cargo     | Cargo     | Cargo     | Cargo     | Cargo     | [ 17 ] |
| Boeing 777-8F       | —          | 2                | Cargo     | Cargo     | Cargo     | Cargo     | Cargo     | Convertis depuis des commandes de Boeing 777-9. Les livraisons débutent en 2028. |
| Total               | 217        | 121              |           |           |           |           |           | |

De plus, sa filiale ANA Wings exploite les appareils suivants :
- 3 Boeing 737-500 ;
- 24 Bombardier Q400.

## Catastrophes aériennes
En 2009, ANA totalisait cinquante-cinq incidents ou accidents (ainsi que dix détournements), parmi lesquels :
- Le 12 août 1958, un DC-3 s'écrase, faisant trente-trois morts ;
- En 1960, un autre DC-3 est perdu ;
- Le 4 février 1966, un Boeing 727 s'écrase dans la baie de Tokyo au moment de l'atterrissage, faisant 133 morts ;
- Le 13 novembre 1966, un YS-11 s'écrase, faisant cinquante morts ;
- Le 30 juillet 1971, un Boeing 727 entre en collision avec un appareil militaire, faisant 164 morts, dernier accident en date ;
- Le 24 juillet 1999, un homme détourne un Boeing 747 et tue le pilote. Il est maîtrisé par les autres membres de l'équipage, et personne d'autre dans l'avion n'est blessé[21] ;
- Le 6 septembre 2011, l'avion du vol 140 transportant 177 passagers et l'équipage a piqué du nez faisant une chute brutale de 1 900 mètres en l'espace de 30 secondes. Cela fut causé par le copilote qui a, par erreur, manipulé un bouton de commande de direction au lieu du commutateur de déverrouillage de la porte de la cabine de pilotage afin de pouvoir autoriser le commandant de bord à revenir dans le cockpit après être allé aux toilettes. Le commandant parvient à corriger sa trajectoire ne faisant que quelques légers blessés[22] ;
- Le mercredi 16 janvier 2013, un Boeing 787 Dreamliner volant entre Aéroport de Yamaguchi Ube (en) et l'aéroport de Tokyo-Haneda signale un problème de batterie alors qu'il entame sa montée vers FL330, puis des odeurs de fumée sont détectées. Les pilotes effectuent un atterrissage d'urgence à l'aéroport de Takamatsu. Aucune victime n'est à déplorer pendant l'évacuation. Cependant, après cet incident, tous les 787 sont cloués au sol (en) par les autorités jusqu'à ce que le problème de batterie soit résolu[23],[24].
- Le 13 janvier 2024, un Boeing 737-800 du vol 1182 reliant Sapporo à Toyama signale une fissure dans le hublot du cockpit alors qu'il volait au-dessus de la ville de Hakodate sur l'île d'Hokkaido. Il fait demi-tour et se repose à l'aéroport de Shin-Chitose de Sapporo à 12 h 10 heure locale ne faisant aucune victime[25].

## Biocarburant pour avion
ANA s’est engagé depuis 2018 dans la production et l’utilisation de carburants pour avion plus respectueux de l’environnement (en l’occurrence d’algocarburant). En effet, Euglena a terminé la construction d’une usine d’algocarburant à Yokohama en coopération avec All Nippon Airlines. ANA continuera ensuite sa collaboration avec Euglena notamment pour les opérations de ravitaillement dans les aéroports,.

## Destinations

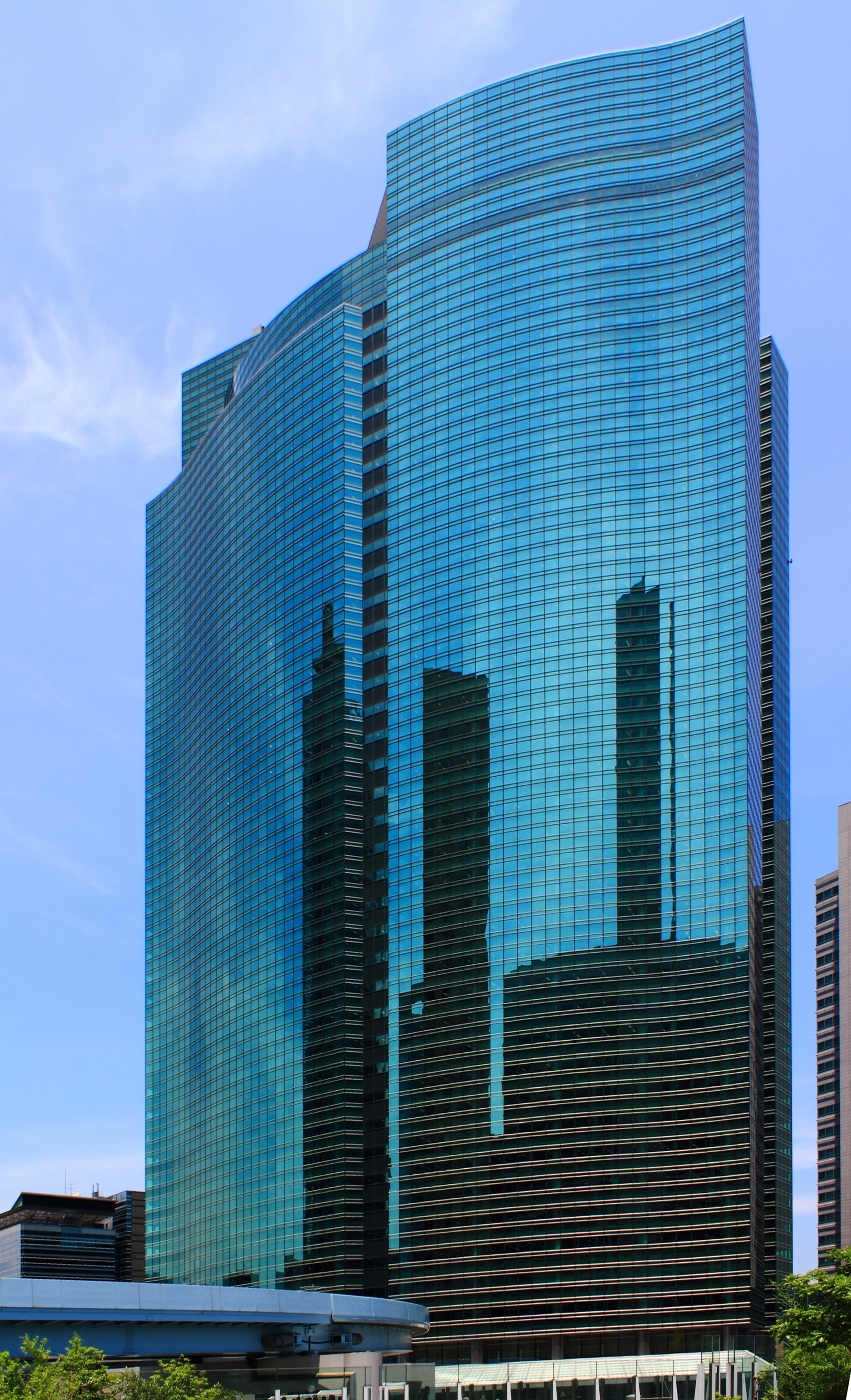
Shiodome City Center, le siège d'All Nippon Airways